# بس
بس (ایزد زناشویی) از ایزدان مصر باستان به‌شمار میرود.ایزدی است که اغلب به هنگام تولد ظاهر می‌شود.اما اساساً همچون ایزد ازدواج به‌شمار میرفت و بر آرایش زنان نظارت داشت. بس ایزد محبوبی بود که محتملا از سرزمین پونت برخاست گرچه، در انجا "خداوندگار" خوانده میشد. او به شکل ددخویی کوتوله و ستبر ظاهر می‌شود. سری بزرگ، چشمانی غول آسا و گونه‌هایی برجسته دارد. بر چانه اش مو روییده و زبان گنده اش از دهانی باز آویزان است. دسته‌ای از پر شترمرغ را به عنوان دستار بر سر دارد. پوست یوزپلنگ پوشیده، دمش از پشت آویخته و از میان پاهای چنبری اش پیداست. در نقش برجسته‌ها و نگاره‌ها، بر عکس نگاره‌های کهن مصری که نیم رخ را می نمایانند، او را اغلب با چهره‌ای کامل می بینیم. معمولاً بی حرکت ایستاده و دست بر رانش نهاده است . هر چند گه گاه شادمانه اما به گونهٔ ناهنجار جست و خیز می زند و چنگ یا تنبور می نوازد، با این وجود، دشنهی پهنی را با حالتی تهدیدآمیز در دست دارد.بس نخست به پایین‌ترین طبقهٔ ایزدان تعلق داشت و مردم در اعصار سلطنت نوین، طبقه متوسط نیز تمایل یافتند که تندیس او را در خانه‌های خود نگه دارند و نام او را بر فرزندان خویش گذارند. از این دوره است که اغلب بس را در مامیس پرستش گاه‌ها می بینیم، یعنی زایش گاه‌هایی که در آن‌ها زایمان‌های ایزدی انجام میگرفت. بنابراین او ناظر زایش در دیرالبحری بود و همراه تائوئرت و دیگر فرشتگان حامی به عنوان نگاه بان مادرهای باردار، در کنار بستر ملکه حاضر میشد.

## بِس پس از پیروزی مسیحیان
حتی در پایان دوران بت پرستی نیز بس را نگاه بان مردگان میپنداشتند و به همین سبب هم چون ازیریس از محبوبیت همگان برخوردار گشت. پس از پیروزی مسیحیان، بس بی‌درنگ از یاد انسان محو نشد . زیرا در نوشته‌ها آمده که دیوی شرور به نام بس بود که موسی ناگزیر گشت آن را دفع کند، زیرا همسایگان را به وحشت می انداخت. به نظر می رسد تا امروز نیز، نگارهٔ او بر دروازهٔ یاد بود جنوب کارناک نشان گر آن است که آن جا منزل گاه کوتوله‌ای کج زانو است با سری بزرگ و ریشی انبوه و سهم گین. وای به حال بی گانه‌ای که در تیرگی شام گاه از کنارش بگذرد و به این چهرهٔ هیولا گونه بخندد! زیرا غول مزبور بر گلویش چنگ زده، خفه اش خواهد کرد. او بس مصر باستان است که پس از سده‌های متمادی هنوز از اعمال شگرف خویش - که زمانی عظمتش را نشان می داد- دست بر نداشته‌است.